# Mercy (2023)
Mercy is een Amerikaanse actiefilm uit 2023, geregisseerd door Tony Dean Smith met in de hoofdrol Jonathan Rhys Meyers. De film kreeg een 0%-score op de website Rotten Tomatoes, wat betekent dat het alleen negatieve recensies heeft ontvangen in publicaties.

## Plot
Een arts en voormalig militair officier bevindt zich in een dodelijke strijd om te overleven wanneer de Ierse maffia controle krijgt over het ziekenhuis waar ze werkt, en haar zoon als gijzelaar wordt genomen.